# Manuel Garriga
Pour les articles homonymes, voir Garriga.
Manuel Garriga est un footballeur international français né le 7 février 1926 à Sidi bel-Abbès (Algérie) et mort en avril 1980 à Bordeaux[réf. nécessaire].
Il était arrière central aux Girondins de Bordeaux. Champion de France en 1950 avec les Bordelais, il est sélectionné en équipe de France, la même année.
Embauché comme docker sur le port de Bordeaux à l'issue de sa carrière, Garriga meurt tragiquement sur son lieu de travail écrasé par la chute d'un conteneur en avril 1980 à l'âge de 53 ans.[réf. nécessaire]

## Palmarès
- International A en 1950 (une sélection) contre la Belgique (3-3)
- Champion de France en 1950 (avec les Girondins de Bordeaux)
- Finaliste de la Coupe de France 1952 et 1955 (avec les Girondins de Bordeaux)